# 西蒙·達利埃利
西蒙·達利埃利（英語：Simon Danielli；1979年9月8日—）是一位已經退役的蘇格蘭橄欖球運動員。他是蘇格蘭國家橄欖球隊的一員，代表蘇格蘭參加了2011年世界盃橄欖球賽。